# Musicien de studio
Un musicien de studio, ou musicien de session, souvent appelé aussi requin de studio, est un musicien, instrumentiste ou vocaliste, dont l'activité principale est de jouer les parties instrumentales écrites par différents auteurs ou compositeurs lors de séances d'enregistrement dans un studio.
Par rapport aux musiciens œuvrant dans d'autres domaines, le musicien de studio doit non seulement être un véritable virtuose mais aussi doit pouvoir s'adapter instantanément au style de chaque musique qu'il peut avoir à jouer et jouer sa partie impeccablement quasiment dès la première prise. Le coût de l'heure de studio est tel qu'un musicien ne correspondant pas à ces critères, et ce quelles que soient ses autres qualités musicales, ne restera pas longtemps dans cette profession.
De nombreux excellents instrumentistes renommés dans divers styles ont souvent été musiciens de studio à certains moments de leur carrière. Par exemple de nombreux musiciens du style Jazz West Coast étaient musiciens de studio pour le cinéma hollywoodien dans les années 1950, de même que de nombreux musiciens français actifs dans la chanson et la variété des années 1950 et 1960 venaient du jazz.
Habituellement de tels musiciens ne sont pas des membres permanents d'un ensemble et souvent ne deviennent pas célèbres par eux-mêmes. Le terme ne s'applique pas seulement à la musique contemporaine tel que le rock 'n' roll, le jazz, la musique country,  la chanson française et la pop mais aussi à la musique classique européenne. Le musicien doit être polyvalent puisqu'il doit travailler dans des contextes très différents.
Depuis l'avènement de l'informatique musicale depuis les environs des années 1990 cette activité a nettement baissé et la concurrence entre musiciens s'est faite plus rude.

## Historique

### Aux États-Unis
Pendant les années 1920 et 1930 la plupart des maisons de disques avaient leur propre « studio bands » pour produire leurs hits. C'étaient souvent des musiciens de jazz ou de danse qui travaillaient aussi dans des orchestres fixes.
Le Wrecking Crew, basé à Los Angeles est un des plus prolifiques; ses musiciens ont eu des carrières musicales pleines de succès ils étaient célèbres dans l'industrie de la musique mais n'étaient pas célèbres par eux-mêmes.
Des exceptions notoires sont Toto, les vocalistes Valerie Simpson, Lisa Fischer et Luther Vandross. Carol Kaye est la bassiste ayant enregistré plus de 10 000 sessions.
Le groupe The Nashville A-Team (en), formé de divers musiciens de Nashville, a débuté avec des artistes tels que Elvis Presley[réf. nécessaire].

### Au Royaume-Uni
John Paul Jones et Jimmy Page étaient des musiciens de studio reconnus avant l'odyssée de Led Zeppelin, tout comme le claviériste Rick Wakeman.

## Musiciens

### En France

#### Guitaristes
Elek Bacsik, Henri Crolla, Claude Engel, Raymond Gimenès, Pierre Cullaz, Denys Lable, Basile Leroux, Slim Pezin,Patrice Tison, Barthélémy Rosso, Pierre Teodori, Claude Pavy,.

#### Batteurs
Christophe Deschamps, Manu Katche, Pierre-Alain Dahan , André Ceccarelli, Claude Salmieri

#### Contrebassistes
Pierre Michelot, Guy Pedersen, Michel Gaudry

#### Bassistes électriques
Francis Darizcuren, Léo Petit, Jannick Top, Patrice Guers, Bernard Paganotti, Laurent Vernerey

#### Percussionnistes
Jean-Claude Casadesus, Jean-Pierre Drouet, Marc Chantereau

#### Piano & claviers
Serge Perathoner, Georges Rodi, Eddy Louiss

#### Saxophonistes
Michel Gaucher

#### Flûtistes
Raymond Guiot, Roger Bourdin

#### Trombonistes
François Guin

#### Trompettistes
Roger Guérin, Fred Gérard, Pierre Dutour

#### Vocalistes féminines
Sopranos : Christiane Legrand, Danièle Licari, Janine de Waleyne, Dominique Poulain, Claude Lombard
Altos : Anne Germain, Mimi Perrin, Claudine Meunier
Et Monique Aldebert, Claire Leclerc, Francine Chantereau, Martine Latorre, Bénédicte Lécroart, Rachel Pignot

#### Vocalistes masculins
Ténors : Olivier Constantin
Barytons : Jean Cussac, Michel Barouille
Basses : Jean Stout, Jean-Claude Briodin

### Aux États-Unis

#### Batteurs
Gregg Bissonette(HR/HM),
Hal Blaine,
Dennis Chambers, 
Vinnie Colaiuta(Jazz),
Josh Freese(HM),
Steve Gadd, 
Jim Gordon, 
Al Jackson, Jr., 
Steve Jordan, 
Jim Keltner, 
Russ Kunkel, 
Ray Luzier, 
Harvey Mason,
Pat Mastelotto,
Andy Newmark,
Earl Palmer,
Jeff Porcaro, 
Prairie Prince, 
Bernard Purdie, 
Tony Thompson, 
Carlos Vega, 
Dave Weckl

#### Bassistes
Bob Babbitt, 
Paul Chambers, 
Bootsy Collins, 
Gail Ann Dorsey,
Donald "Duck" Dunn,
Nathan East,
Bernard Edwards, 
Wilton Felder, 
Mike Porcaro, 
Larry Graham, 
Charlie Haden, 
Jimmy Haslip, 
David Hood, 
David Hungate, 
Anthony Jackson, 
Randy Jackson,
James Jamerson, 
Jerry Jemmott, 
Louis Johnson, 
Carol Kaye, 
Abraham Laboriel, 
Will Lee, 
Tony Levin,
Marcus Miller,
Jaco Pastorius, 
Chuck Rainey,
Leland Sklar

#### Guitaristes
Duane Allman,
Joe Beck, 
James Burton, 
Larry Carlton, 
Ry Cooder, 
Steve Cropper,
Hiram Bullock,
Roben Ford, 
Richard Fortus, 
Andrew Gold, 
Paul Jackson Jr., 
Michael Landau, 
Sonny Landreth,
David Lindley,
Steve Lukather, 
Scotty Moore,
Matt Murphy,
Don Potter, 
Ray Parker, Jr., 
Brian Ray, 
Lee Ritenour,
Nile Rodgers,
Slash, 
Daryl Stuermer, 
Hubert Sumlin, 
Marty Walsh

#### Steel Guitar
Paul Franklin, 
Al Perkins

#### Claviers
Walter Afanasieff,  
Gregg Allman,
David Briggs,
Floyd Cramer, 
George Duke,  
David Foster, 
Don Grolnick, 
Nicky Hopkins, 
James Newton Howard, 
Johnnie Johnson, 
Booker T. Jones, 
Bradley Joseph, 
Larry Knechtel, 
Chuck Leavell, 
Patrick Leonard, 
Matthew Fisher, 
Michael McDonald,
Spooner Oldham, 
David Paich, 
Greg Phillinganes,
Steve Porcaro, 
Billy Preston, 
Joe Sample, 
Benmont Tench, 
Ike Turner, 
Peter Wolf, 
Aaron Zigman

#### Percussionnistes
Lenny Castro,
Victor Feldman, 
Joe Porcaro.

#### Saxophonistes
Gerald Albright, 
Michael Brecker, 
Wilton Felder, 
Kenny G, 
Jim Horn, 
Maceo Parker, 
David Sanborn, 
Tom Scott, 
Ernie Watts

#### Trombonistes
Fred Wesley

#### Trompettistes
Randy Brecker, 
Chris Botti, 
Randy Brecker,
Bud Brisbois, 
Jon Faddis, 
Chuck Findley, 
Conrad Gozzo, 
Mark Isham, 
Manny Klein, 
Al Porcino, 
Shorty Rogers, 
Ernie Royal, 
Alan Rubin, 
Bobby Shew, 
Allen Vizzutti.

#### Violonistes
Lindsey Stirling
Sébastien Savard

#### Vocalistes
Patti Austin,
Valerie Carter, 
Merry Clayton, 
Siedah Garrett, 
Cissy Houston, 
Mable John, 
Gloria Jones, 
Darlene Love, 
Timothy B. Schmit, 
The Sweet Inspirations,
The Originals(Motown), 
Luther Vandross

#### Groupes
Atlanta Rhythm Section;
Booker T. & the M.G.'s;
The Bar-Kays;
Brecker Brothers;
The Crusaders;
The Funk Brothers;
The Wrecking Crew;
The Memphis Horns;
MFSB;
The Muscle Shoals;
Toto.

### Au Royaume-Uni

#### Batteurs
Clem Cattini,
Phil Collins,
Bobby Graham,
Dave Mattacks,
Simon Phillips.

#### Bassistes
John Paul Jones,
Kevin McCord,
Pino Palladino,
Guy Pratt.

#### Claviers
Don Airey,
Ian McLagan,
Rick Wakeman.

#### Guitaristes
Vic Flick,
Jimmy Page,
Big Jim Sullivan.

#### Trompettistes
Derek Watkins

#### Groupes, orchestres
The Kick Horns;
Le Sinfonia of London

### Autres pays

#### Batteurs
Jan Axel Blomberg (Mayhem), Norvégien.

#### Guitaristes
Janne Schaffer, suédois, 
Earl "Chinna" Smith, Jamaïcain.

#### Percussionnistes
Alex Acuna, péruvien,
Paulinho Da Costa, Brésilien.

#### Groupes
The Skatalites, Sly and Robbie, The Soul Vendors, Jamaïcains.